# Кащук, Алексей Николаевич
Алексе́й Никола́евич Кащу́к (укр. Олексій Миколайович Кащук, род. 29 июня 2000, Новоград-Волынский, Житомирская область) — украинский футболист, полузащитник клуба «Карабах».

## Клубная карьера
Воспитанник академии клуба «Шахтёр» (Донецк). В 2016 году, окончив академию, был заявлен в состав «горняков» до 19 лет.

## Карьера в сборной
В 2016 году выступил в составе сборной Украины до 17 лет на чемпионате Европы среди игроков до 17 лет в Азербайджане, но команда не вышла из группы. В 2019 году был заявлен на молодёжный чемпионат мира U-20 в Польше и стал чемпионом мира.
После того как его контракт с "Шахтёром" истёк, Кашчук стал свободным агентом. 3 сентября 2024 года он подписал трёхлетний контракт с клубом "Карабах" из Азербайджанской Премьер-Лиги.

## Достижения
«Шахтёр» (Донецк)
- Чемпион Украины: 2023/24
- Обладатель Кубка Украины: 2023/24

Сборная Украины
- Чемпион молодёжного чемпионата мира: 2019
- Бронзовый призёр Чемпионата Европы среди молодёжный команд: 2023

### Награды
- Орден «За заслуги» III степени (2019)[5]